# Friedrich Louis Dobermann
Karl Friedrich Louis Dobermann (Apolda, 2 gennaio 1834 – Apolda, 9 giugno 1894) è stato un allevatore tedesco, considerato il creatore dell'omonima razza canina, il dobermann.

## Biografia
Nato e vissuto nell'Ottocento, fu tra le altre cose esattore delle tasse tedesco di Apolda (una cittadina della Turingia) e accalappiacani. Dobermann era un appassionato cinofilo ed anche allevatore di pinscher.
Proprio tra i Pinscher di taglia media Luis Dobermann selezionò i più grandi ed ottenne i primi esemplari della razza che poi diedero, con numerosi altri incroci, il capostipite dei dobermann. Luis Dobermann utilizzò negli incroci varie razze, delle quali sfortunatamente non tenne alcun resoconto, e da questi incroci nacque Bismarck (dal nome del duro cancelliere tedesco di quel periodo).
Bismarck era una femmina nera, con focature gialle e sicuramente molto più grande dei pinscher di quei tempi, con una forte tempra proprio come lui aveva sempre preteso. Il nome della cagna venne poi cambiato in Bisart perché ritenne poco educato chiamare un cane come il Cancelliere tedesco. La cagna venne accoppiata più volte e da queste cucciolate a volte vi erano dei cuccioli con il mantello grigio che venivano chiamati con il nomignolo di mehlsäke, ossia sacchi di farina.
Poi proprio in Turingia annualmente si teneva, durante la prima domenica di Pentecoste, un  mercatino dei cani che Luis Dobermann era solito frequentare. La sua selezione era rivolta più che alla forma estetica, alla ricerca di una tempra forte, di coraggio ed aggressività. Questa selezione era dovuta ai lavori che Luis Dobermann svolgeva (esattore delle tasse per l'amministrazione comunale del suo paese, guardiano notturno, esecutore di sequestri giudiziari).
Questi lavori erano molto pericolosi, tanto da fargli sentire la necessità di protezione. All'inizio utilizzo cani di tipo pinscher ma non sembrandogli abbastanza iniziò una serie di accoppiamenti. Luis Dobermann era molto orgoglioso del risultato raggiunto con Bismarck tanto da far diventare, in breve tempo, i suoi cuccioli molto richiesti, e diventando famosi con il nome di pinscher dobermann, ovvero i pinscher di Dobermann; in seguito poi solo dobermann.